# Łęsk
Łęsk (deutsch Lenzkeim, bis 1904 Sorgenstein) ist ein kleiner Ort in der polnischen Woiwodschaft Ermland-Masuren. Er gehört zur Gmina Srokowo (Drengfurth) im Powiat Kętrzyński (Kreis Rastenburg).

## Geographische Lage
Łęsk liegt in der nördlichen Mitte der Woiwodschaft Ermland-Masuren, 16 Kilometer nordöstlich der Kreisstadt Kętrzyn (deutsch Rastenburg).

## Geschichte
Im Jahre 1827 wurde das damalige Sorgenstein gegründet. Im Amtsblatt der königlichen preußischen Regierung zu Königsberg, 1827, No. 30, Verordnung No. 136, war unter dem Datum des 22. Juni 1827 zu lesen: Daß dem von dem adlichen Gute Baumgarten, landräthlich Rastenburgischen Kreises, in Folge der regulierten gutsherrlichen und bäuerlichen Verhältnisse abgebauten, nach Barten engepfarrten, zwischen den Ortschaften Baumgarten, Wickerau, Jeglack und Marienthal gelegenen und mit zwei Wohnhäusern versehenen Vorwerk der Name Sorgenstein mit Bewilligung der Königl. Ostpreuß. Regierung beigelegt worden, wird hierdurch zur öffentlichen Kenntniß gebracht.
Der spätere Gutsbezirk Sorgenstein wurde 1874 in den Amtsbezirk Baumgarten (polnisch Ogródki) im Kreis Rastenburg, Regierungsbezirk Königsberg, in der preußischen Provinz Ostpreußen eingegliedert. 1885 waren in Sorgenstein 72 Einwohner registriert.
Am 15. Januar 1904 wurde Sorgenstein in „Lenzkeim“ umbenannt, die Einwohnerzahl belief sich 1905 auf 62 und 1910 auf 71. Am 30. September 1928 schloss sich Lenzkeim mit den Gutsbezirken Baumgarten (polnisch Ogródki) und Wickerau (Wikrowo) zur neuen Landgemeinde Baumgarten zusammen.
In Kriegsfolge kam Lenzkeim 1945 mit dem gesamten südlichen Ostpreußen zu Polen und erhielt die polnische Namensform „Łęsk“. Heute ist es ein „opuszczony przysiółek“ („ein verlassener Weiler“) innerhalb der Landgemeinde Srokowo (Drengfurth) im Powiat Kętrzyński (Kreis Rastenburg), bis 1998 der Woiwodschaft Olsztyn, seither der Woiwodschaft Ermland-Masuren zugehörig.

## Kirche
Sorgenstein resp. Lenzkeim war bis 1945 in die evangelische Kirche Barten in der Kirchenprovinz Ostpreußen der Kirche der Altpreußischen Union sowie in die katholische Kirche St. Katharina Rastenburg im damaligen Bistum Ermland eingepfarrt.
Heute gehört Łęsk katholischerseits zur Pfarrkirche Barciany im jetzigen Erzbistum Ermland und auch evangelischerseits zur Gemeinde in Barciany, die heute eine Filialgemeinde der Johanneskirche Kętrzyn in der Diözese Masuren der Evangelisch-Augsburgischen Kirche in Polen ist.

## Verkehr
Łęsk ist über eine Nebenstraße zu erreichen, die von Wikrowo (Wickerau) herführt. Eine Anbindung an den Bahnverkehr besteht nicht mehr. Bis 1945 war Lenzkeim Bahnstation an der Bahnstrecke Barten–Nordenburg, die – seinerseits von den Rastenburger Kleinbahnen befahren – nach 1945 nicht reaktiviert wurde.